# Comitatul Qi, Hebi
Comitatul Qi sau Qixian (în chineză simplificată: 淇县; chineză tradițională: 淇縣; pinyin: Qí Xiàn) este un comitat din nordul provinciei Henan, China. Se află sub administrarea orașului Hebi⁠(d). Comitatul Qi este locația fostei capitale Zhaoge⁠(d) a dinastiei Shang.

## Diviziuni administrative
Din 2012, acest comitat este împărțit în 4 subdistricte, 4 orașe și un municipiu.
Subdistricte
| - Subdistrictul Lingshan (灵山街道) - Subdistrictul Qiaomeng (桥盟街道) | - Subdistrictul Weidu (卫都街道) - Subdistrictul Zhaoge (朝歌街道) |

Orașe
| - Beiyang (北阳镇) - Gaocun (高村镇) | - Miaokou (庙口镇) - Xigang (西岗镇) |

Municipii
- Municipiul Huangdong (黄洞乡</link>)

## Clima
| Date climatice pentru Qixian (1991–2020 normals, extremes 1981–2010) | Date climatice pentru Qixian (1991–2020 normals, extremes 1981–2010) | Date climatice pentru Qixian (1991–2020 normals, extremes 1981–2010) | Date climatice pentru Qixian (1991–2020 normals, extremes 1981–2010) | Date climatice pentru Qixian (1991–2020 normals, extremes 1981–2010) | Date climatice pentru Qixian (1991–2020 normals, extremes 1981–2010) | Date climatice pentru Qixian (1991–2020 normals, extremes 1981–2010) | Date climatice pentru Qixian (1991–2020 normals, extremes 1981–2010) | Date climatice pentru Qixian (1991–2020 normals, extremes 1981–2010) | Date climatice pentru Qixian (1991–2020 normals, extremes 1981–2010) | Date climatice pentru Qixian (1991–2020 normals, extremes 1981–2010) | Date climatice pentru Qixian (1991–2020 normals, extremes 1981–2010) | Date climatice pentru Qixian (1991–2020 normals, extremes 1981–2010) | Date climatice pentru Qixian (1991–2020 normals, extremes 1981–2010) |
| Luna                                                                 | Ian                                                                  | Feb                                                                  | Mar                                                                  | Apr                                                                  | Mai                                                                  | Iun                                                                  | Iul                                                                  | Aug                                                                  | Sep                                                                  | Oct                                                                  | Nov                                                                  | Dec                                                                  | Anual                                                                |
| -------------------------------------------------------------------- | -------------------------------------------------------------------- | -------------------------------------------------------------------- | -------------------------------------------------------------------- | -------------------------------------------------------------------- | -------------------------------------------------------------------- | -------------------------------------------------------------------- | -------------------------------------------------------------------- | -------------------------------------------------------------------- | -------------------------------------------------------------------- | -------------------------------------------------------------------- | -------------------------------------------------------------------- | -------------------------------------------------------------------- | -------------------------------------------------------------------- |
| Maxima medie °C (°F)                                                 | 5.0 (41)                                                             | 9.1 (48,4)                                                           | 15.1 (59,2)                                                          | 21.5 (70,7)                                                          | 27.2 (81)                                                            | 32.5 (90,5)                                                          | 32.1 (89,8)                                                          | 30.6 (87,1)                                                          | 27.2 (81)                                                            | 21.6 (70,9)                                                          | 13.3 (55,9)                                                          | 6.8 (44,2)                                                           | 20,17 (68,3)                                                         |
| Media zilnică °C (°F)                                                | −0.3 (31,5)                                                          | 3.5 (38,3)                                                           | 9.3 (48,7)                                                           | 15.7 (60,3)                                                          | 21.5 (70,7)                                                          | 26.6 (79,9)                                                          | 27.5 (81,5)                                                          | 26.1 (79)                                                            | 21.6 (70,9)                                                          | 15.9 (60,6)                                                          | 8.0 (46,4)                                                           | 1.5 (34,7)                                                           | 14,74 (58,54)                                                        |
| Minima medie °C (°F)                                                 | −4.4 (24,1)                                                          | −1.1 (30)                                                            | 4.1 (39,4)                                                           | 10.3 (50,5)                                                          | 15.8 (60,4)                                                          | 21.0 (69,8)                                                          | 23.4 (74,1)                                                          | 22.2 (72)                                                            | 17.1 (62,8)                                                          | 11.1 (52)                                                            | 3.5 (38,3)                                                           | −2.6 (27,3)                                                          | 10,03 (50,06)                                                        |
| Minima istorică °C (°F)                                              | −17.4 (0,7)                                                          | −14.6 (5,7)                                                          | −8.3 (17,1)                                                          | −1.6 (29,1)                                                          | 3.1 (37,6)                                                           | 10.3 (50,5)                                                          | 13.0 (55,4)                                                          | 13.4 (56,1)                                                          | 5.4 (41,7)                                                           | −2.1 (28,2)                                                          | −14.5 (5,9)                                                          | −13.4 (7,9)                                                          | −17,4 (0,7)                                                          |
| Precipitații mm (inches)                                             | 4.6 (0.181)                                                          | 8.4 (0.331)                                                          | 13.3 (0.524)                                                         | 31.2 (1.228)                                                         | 46.6 (1.835)                                                         | 71.0 (2.795)                                                         | 172.0 (6.772)                                                        | 120.3 (4.736)                                                        | 64.7 (2.547)                                                         | 28.4 (1.118)                                                         | 20.1 (0.791)                                                         | 4.0 (0.157)                                                          | 584,6 (23,016)                                                       |
| Umiditate [%]                                                        | 58                                                                   | 56                                                                   | 56                                                                   | 61                                                                   | 62                                                                   | 58                                                                   | 76                                                                   | 79                                                                   | 72                                                                   | 65                                                                   | 65                                                                   | 61                                                                   | 64,1                                                                 |
| Nr. de zile cu precipitații (≥ 0.1 mm)                               | 2.9                                                                  | 3.1                                                                  | 3.7                                                                  | 5.0                                                                  | 6.3                                                                  | 7.9                                                                  | 11.1                                                                 | 9.8                                                                  | 7.1                                                                  | 5.6                                                                  | 4.6                                                                  | 2.3                                                                  | 69,4                                                                 |
| Nr. mediu de zile cu ninsoare                                        | 3.2                                                                  | 2.7                                                                  | 1.1                                                                  | 0.2                                                                  | 0                                                                    | 0                                                                    | 0                                                                    | 0                                                                    | 0                                                                    | 0                                                                    | 1.3                                                                  | 2.6                                                                  | 11,1                                                                 |
| Ore însorite                                                         | 124.1                                                                | 135.5                                                                | 181.3                                                                | 208.4                                                                | 228.0                                                                | 205.5                                                                | 172.0                                                                | 183.8                                                                | 167.2                                                                | 163.3                                                                | 139.6                                                                | 136.1                                                                | 2.044,8                                                              |
| Sursă: Administrația Meteorologică din China                         |                                                                      |                                                                      |                                                                      |                                                                      |                                                                      |                                                                      |                                                                      |                                                                      |                                                                      |                                                                      |                                                                      |                                                                      |                                                                      |